# 一期一会
一期一会（いちごいちえ）とは、茶道に由来する日本のことわざ・四字熟語。茶会に臨む際には、その機会は二度と繰り返されることのない、一生に一度の出会いであるということを心得て、亭主・客ともに互いに誠意を尽くす心構えを意味する。茶会に限らず、広く「あなたとこうして出会っているこの時間は、二度と巡っては来ないたった一度きりのものです。だから、この一瞬を大切に思い、今出来る最高のおもてなしをしましょう」という含意で用いられ、さらに「これからも何度でも会うことはあるだろうが、もしかしたら二度とは会えないかもしれないという覚悟で人には接しなさい」と言う言葉。
一生に一度だけの機会そのものを指す語としても用いられる。

## 語源と精神
元は千利休の言葉とされる。利休は自著を残していないが、弟子の山上宗二は著書『山上宗二記』の中の「茶湯者覚悟十躰」に、利休の言葉として「路地ヘ入ルヨリ出ヅルマデ、一期ニ一度ノ会ノヤウニ、亭主ヲ敬ヒ畏（かしこまる）ベシ」という一文を残している。「一期」はもと仏教語であり、人が生まれてから死ぬまでの間、すなわち一生を指す。
利休の茶の様式であるわび茶においては、茶事の進行に火の強さと湯の煮え具合が相応し、自然な茶事の流れにより亭主と客の息遣いの調和が生まれることが重要視された。古来利休の秘伝書とされてきた『南方録』は、近年では江戸時代の偽書であるとの説が有力だが、それでもなおこの書中には、
として「一座一会」の語のもと、関係する精神が継承されている。
さらに、江戸時代末期になって、大老・井伊直弼が茶道の一番の心得として、著書『茶湯一会集』巻頭に「一期一会」と表現したことにより、同じく茶道の重要な精神とされる「独座観念」とともに四字熟語の形で広まった。『茶湯一会集』では下記のように述べられている。
ただし、「一期一会」ならびに対となる「独座観念」は草稿段階で見られず、これに直弼の茶湯思想の変遷が現れているとする観点もある。